# DFB-Pokal 2019-2020
La DFB-Pokal 2019-2020 è stata la 77ª edizione della Coppa di Germania, iniziata il 9 agosto 2019 e conclusa il 4 luglio 2020 con la vittoria del Bayern Monaco sul Bayer Leverkusen, alla sua seconda affermazione consecutiva nella competizione.

## Calendario
| Turno            | Sorteggio       | Partite            |
| ---------------- | --------------- | ------------------ |
| Primo turno      | 15 giugno 2019  | 9-12 agosto 2019   |
| Secondo turno    | 18 agosto 2019  | 29-30 ottobre 2019 |
| Ottavi di finale | 3 novembre 2019 | 4-5 febbraio 2020  |
| Quarti di finale | 9 febbraio 2020 | 3-4 marzo 2020     |
| Semifinali       | 8 marzo 2020    | 9-10 giugno 2020   |
| Finale           | 8 marzo 2020    | 4 luglio 2020      |

## Squadre partecipanti
La competizione si svolge su sei turni ad eliminazione a gara secca. Sono 64 le squadre qualificate al torneo:
| Bundesliga tutte le squadre dell'edizione 2018-2019 | 2. Bundesliga tutte le squadre dell'edizione 2018-2019 | 3. Liga le prime 4 classificate dell'edizione 2018-2019 | Rappresentanti regionali 24 club vincitori delle coppe organizzate dai 21 comitati regionali della DFB nella stagione 2018-2019, più un club aggiuntivo a testa per i 3 comitati con più squadre qualificate. |
| - Augusta - Bayer Leverkusen - Bayern Monaco (detentore) - Borussia Dortmund - Borussia M'gladbach - Eintracht Francoforte - Fortuna Düsseldorf - Friburgo - Hannover 96 - Hertha Berlino - Hoffenheim - Norimberga - Magonza - RB Lipsia - Schalke 04 - Stoccarda - Werder Brema - Wolfsburg | - Amburgo - Arminia Bielefeld - Bochum - Colonia - Darmstadt - Dinamo Dresda - Duisburg - Erzgebirge Aue - Greuther Fürth - Heidenheim - Holstein Kiel - Ingolstadt 04 - Jahn Ratisbona - Magdeburgo - Paderborn - Sandhausen - St. Pauli - Union Berlino | - Hallescher - Karlsruhe - Osnabrück - Wehen Wiesbaden  | - Baden settentrionale - Waldhof Mannheim - Baviera - Kickers Würzburg - Eichstätt - Berlino - Viktoria Berlino - Brandeburgo - Energie Cottbus - Brema - Oberneuland - Amburgo - TuS Dassendorf - Assia - Baunatal - Meclemburgo-Pomerania Anteriore - Hansa Rostock - Renania centrale - Alemannia Aquisgrana - Renania meridionale - Uerdingen 05 - Bassa Sassonia - Drochtersen-Assel - Atlas Delmenhorst - Renania-Palatinato - Salmrohr - Saarland - Saarbrücken - Sassonia - Chemnitz - Sassonia-Anhalt - Germania Halberstadt - Schleswig-Holstein - Lubecca - Baden meridionale - Villingen - Sud ovest - Kaiserslautern - Turingia - Wacker Nordhausen - Vestfalia - Rödinghausen - Verl - Württemberg - Ulma |

1. 1 2 3  Nell'ultimo gruppo di squadre, di norma ogni comitato locale qualifica la sola squadra vincitrice della Coppa regionale. Baviera, Bassa Sassonia e Vestfalia - in quanto regioni col maggior numero di squadre partecipanti - hanno invece diritto a qualificare due squadre regionali. Alla vincitrice della Coppa si affianca pertanto anche la finalista perdente (in Bassa Sassonia), la squadra vincitrice del girone locale di Regionalliga (in Baviera) e la vincitrice di uno spareggio tra la vincitrice del girone locale di Oberliga e la squadra regionale meglio piazzata nel girone West di Regionalliga (in Vestfalia)
2. ↑  Vincitore coppa di Baviera.
3. ↑  Essendo il Hallescher, vincitore della coppa, già qualificato.
4. ↑  Vincitore dei play-off.

## Primo turno
| Squadra 1            | Risultato       | Squadra 2             |
| -------------------- | --------------- | --------------------- |
| 9 agosto 2019        |                 |                       |
| Ingolstadt 04        | 0 – 1           | Norimberga            |
| Sandhausen           | 0 – 1           | Borussia M'gladbach   |
| Uerdingen 05         | 0 – 2           | Borussia Dortmund     |
| 10 agosto 2019       |                 |                       |
| Alemannia Aquisgrana | 1 – 4           | Bayer Leverkusen      |
| TuS Dassendorf       | 0 – 3           | Dinamo Dresda         |
| Drochtersen-Assel    | 0 – 5           | Schalke 04            |
| Kaiserslautern       | 2 – 0           | Magonza               |
| Magdeburgo           | 0 – 1 (dts)     | Friburgo              |
| Wacker Nordhausen    | 1 – 4           | Erzgebirge Aue        |
| Verl                 | 2 – 1           | Augusta               |
| Viktoria Berlino     | 0 – 1           | Arminia Bielefeld     |
| Villingen            | 1 – 3 (dts)     | Fortuna Düsseldorf    |
| Baunatal             | 2 – 3           | Bochum                |
| Ulma                 | 0 – 2           | Heidenheim            |
| Kickers Würzburg     | 3 – 3 (4-5 dtr) | Hoffenheim            |
| Atlas Delmenhorst    | 1 – 6           | Werder Brema          |
| 11 agosto 2019       |                 |                       |
| VfB Eichstätt        | 1 – 5           | Hertha Berlino        |
| Germania Halberstadt | 0 – 6           | Union Berlino         |
| Lubecca              | 3 – 3 (3-4 dtr) | St. Pauli             |
| Waldhof Mannheim     | 3 – 5           | Eintracht Francoforte |
| Oberneuland          | 1 – 6           | Darmstadt             |
| Osnabrück            | 2 – 3           | RB Lipsia             |
| Rödinghausen         | 3 – 3 (2-4 dtr) | Paderborn             |
| Saarbrücken          | 3 – 2           | Jahn Ratisbona        |
| Salmrohr             | 0 – 6           | Holstein Kiel         |
| Chemnitz             | 2 – 2 (5-6 dtr) | Amburgo               |
| Duisburg             | 2 – 0           | Greuther Fürth        |
| Wehen Wiesbaden      | 3 – 3 (2-3 dtr) | Colonia               |
| 12 agosto 2019       |                 |                       |
| Hallescher           | 3 – 5 (dts)     | Wolfsburg             |
| Karlsruhe            | 2 – 0           | Hannover 96           |
| Hansa Rostock        | 0 – 1           | Stoccarda             |
| Energie Cottbus      | 1 – 3           | Bayern Monaco         |

## Secondo turno
| Squadra 1          | Risultato       | Squadra 2             |
| ------------------ | --------------- | --------------------- |
| 29 ottobre 2019    |                 |                       |
| Amburgo            | 1 – 2 (dts)     | Stoccarda             |
| Duisburg           | 0 – 2           | Hoffenheim            |
| Friburgo           | 1 – 3           | Union Berlino         |
| Saarbrücken        | 3 – 2           | Colonia               |
| Bochum             | 1 – 2           | Bayern Monaco         |
| Arminia Bielefeld  | 2 – 3           | Schalke 04            |
| Darmstadt          | 0 – 1           | Karlsruhe             |
| Bayer Leverkusen   | 1 – 0           | Paderborn             |
| 30 ottobre 2019    |                 |                       |
| Werder Brema       | 4 – 1           | Heidenheim            |
| Kaiserslautern     | 2 – 2 (6-5 dtr) | Norimberga            |
| Verl               | 1 – 1 (8-7 dtr) | Holstein Kiel         |
| Wolfsburg          | 1 – 6           | RB Lipsia             |
| Borussia Dortmund  | 2 – 1           | Borussia M'gladbach   |
| Fortuna Düsseldorf | 2 – 1           | Erzgebirge Aue        |
| Hertha Berlino     | 3 – 3 (5-4 dtr) | Dinamo Dresda         |
| St. Pauli          | 1 – 2           | Eintracht Francoforte |

## Ottavi di finale
| Squadra 1             | Risultato       | Squadra 2          |
| --------------------- | --------------- | ------------------ |
| 4 febbraio 2020       |                 |                    |
| Eintracht Francoforte | 3 – 1           | RB Lipsia          |
| Kaiserslautern        | 2 – 5           | Fortuna Düsseldorf |
| Werder Brema          | 3 – 2           | Borussia Dortmund  |
| Schalke 04            | 3 – 2 (dts)     | Hertha Berlino     |
| 5 febbraio 2020       |                 |                    |
| Bayer Leverkusen      | 2 – 1           | Stoccarda          |
| Verl                  | 0 – 1           | Union Berlino      |
| Bayern Monaco         | 4 – 3           | Hoffenheim         |
| Saarbrücken           | 0 – 0 (5-3 dtr) | Karlsruhe          |

## Quarti di finale
| Squadra 1             | Risultato       | Squadra 2          |
| --------------------- | --------------- | ------------------ |
| 3 marzo 2020          |                 |                    |
| Saarbrücken           | 1 - 1 (7-6 dtr) | Fortuna Düsseldorf |
| Schalke 04            | 0 - 1           | Bayern Monaco      |
| 4 marzo 2020          |                 |                    |
| Bayer Leverkusen      | 3 - 1           | Union Berlino      |
| Eintracht Francoforte | 2 - 0           | Werder Brema       |

## Semifinali
| Squadra 1      | Risultato | Squadra 2             |
| -------------- | --------- | --------------------- |
| 9 giugno 2020  |           |                       |
| Saarbrücken    | 0 - 3     | Bayer Leverkusen      |
| 10 giugno 2020 |           |                       |
| Bayern Monaco  | 2 - 1     | Eintracht Francoforte |

## Finale
| Arbitro: | Tobias Welz (Wiesbaden) |

|                                 |           |                                           |
| Bender 63’ Havertz 90+5’ (rig.) | Marcatori | 16’ Alaba 24’ Gnabry 59’, 89’ Lewandowski |